# 1347
Portal Geschichte | Portal Biografien | Aktuelle Ereignisse | Jahreskalender | Tagesartikel

◄ |
13. Jahrhundert |
14. Jahrhundert
| 15. Jahrhundert | ►

◄ |
1310er |
1320er |
1330er |
1340er
| 1350er | 1360er | 1370er | ►

◄◄ |
◄ |
1343 |
1344 |
1345 |
1346 |
1347
| 1348 | 1349 | 1350 | 1351 | ► | ►►
Staatsoberhäupter  · Nekrolog
| Januar | Januar | Januar | Januar | Januar | Januar | Januar | Januar |
| Kw     | Mo     | Di     | Mi     | Do     | Fr     | Sa     | So     |
| ------ | ------ | ------ | ------ | ------ | ------ | ------ | ------ |
| 1      | 1      | 2      | 3      | 4      | 5      | 6      | 7      |
| 2      | 8      | 9      | 10     | 11     | 12     | 13     | 14     |
| 3      | 15     | 16     | 17     | 18     | 19     | 20     | 21     |
| 4      | 22     | 23     | 24     | 25     | 26     | 27     | 28     |
| 5      | 29     | 30     | 31     |        |        |        |        |

| Februar | Februar | Februar | Februar | Februar | Februar | Februar | Februar |
| Kw      | Mo      | Di      | Mi      | Do      | Fr      | Sa      | So      |
| ------- | ------- | ------- | ------- | ------- | ------- | ------- | ------- |
| 5       |         |         |         | 1       | 2       | 3       | 4       |
| 6       | 5       | 6       | 7       | 8       | 9       | 10      | 11      |
| 7       | 12      | 13      | 14      | 15      | 16      | 17      | 18      |
| 8       | 19      | 20      | 21      | 22      | 23      | 24      | 25      |
| 9       | 26      | 27      | 28      |         |         |         |         |

| März | März | März | März | März | März | März | März |
| Kw   | Mo   | Di   | Mi   | Do   | Fr   | Sa   | So   |
| ---- | ---- | ---- | ---- | ---- | ---- | ---- | ---- |
| 9    |      |      |      | 1    | 2    | 3    | 4    |
| 10   | 5    | 6    | 7    | 8    | 9    | 10   | 11   |
| 11   | 12   | 13   | 14   | 15   | 16   | 17   | 18   |
| 12   | 19   | 20   | 21   | 22   | 23   | 24   | 25   |
| 13   | 26   | 27   | 28   | 29   | 30   | 31   |      |

| April | April | April | April | April | April | April | April |
| Kw    | Mo    | Di    | Mi    | Do    | Fr    | Sa    | So    |
| ----- | ----- | ----- | ----- | ----- | ----- | ----- | ----- |
| 13    |       |       |       |       |       |       | 1     |
| 14    | 2     | 3     | 4     | 5     | 6     | 7     | 8     |
| 15    | 9     | 10    | 11    | 12    | 13    | 14    | 15    |
| 16    | 16    | 17    | 18    | 19    | 20    | 21    | 22    |
| 17    | 23    | 24    | 25    | 26    | 27    | 28    | 29    |
| 18    | 30    |       |       |       |       |       |       |

| Mai | Mai | Mai | Mai | Mai | Mai | Mai | Mai |
| Kw  | Mo  | Di  | Mi  | Do  | Fr  | Sa  | So  |
| --- | --- | --- | --- | --- | --- | --- | --- |
| 18  |     | 1   | 2   | 3   | 4   | 5   | 6   |
| 19  | 7   | 8   | 9   | 10  | 11  | 12  | 13  |
| 20  | 14  | 15  | 16  | 17  | 18  | 19  | 20  |
| 21  | 21  | 22  | 23  | 24  | 25  | 26  | 27  |
| 22  | 28  | 29  | 30  | 31  |     |     |     |

| Juni | Juni | Juni | Juni | Juni | Juni | Juni | Juni |
| Kw   | Mo   | Di   | Mi   | Do   | Fr   | Sa   | So   |
| ---- | ---- | ---- | ---- | ---- | ---- | ---- | ---- |
| 22   |      |      |      |      | 1    | 2    | 3    |
| 23   | 4    | 5    | 6    | 7    | 8    | 9    | 10   |
| 24   | 11   | 12   | 13   | 14   | 15   | 16   | 17   |
| 25   | 18   | 19   | 20   | 21   | 22   | 23   | 24   |
| 26   | 25   | 26   | 27   | 28   | 29   | 30   |      |

| Juli | Juli | Juli | Juli | Juli | Juli | Juli | Juli |
| Kw   | Mo   | Di   | Mi   | Do   | Fr   | Sa   | So   |
| ---- | ---- | ---- | ---- | ---- | ---- | ---- | ---- |
| 26   |      |      |      |      |      |      | 1    |
| 27   | 2    | 3    | 4    | 5    | 6    | 7    | 8    |
| 28   | 9    | 10   | 11   | 12   | 13   | 14   | 15   |
| 29   | 16   | 17   | 18   | 19   | 20   | 21   | 22   |
| 30   | 23   | 24   | 25   | 26   | 27   | 28   | 29   |
| 31   | 30   | 31   |      |      |      |      |      |

| August | August | August | August | August | August | August | August |
| Kw     | Mo     | Di     | Mi     | Do     | Fr     | Sa     | So     |
| ------ | ------ | ------ | ------ | ------ | ------ | ------ | ------ |
| 31     |        |        | 1      | 2      | 3      | 4      | 5      |
| 32     | 6      | 7      | 8      | 9      | 10     | 11     | 12     |
| 33     | 13     | 14     | 15     | 16     | 17     | 18     | 19     |
| 34     | 20     | 21     | 22     | 23     | 24     | 25     | 26     |
| 35     | 27     | 28     | 29     | 30     | 31     |        |        |

| September | September | September | September | September | September | September | September |
| Kw        | Mo        | Di        | Mi        | Do        | Fr        | Sa        | So        |
| --------- | --------- | --------- | --------- | --------- | --------- | --------- | --------- |
| 35        |           |           |           |           |           | 1         | 2         |
| 36        | 3         | 4         | 5         | 6         | 7         | 8         | 9         |
| 37        | 10        | 11        | 12        | 13        | 14        | 15        | 16        |
| 38        | 17        | 18        | 19        | 20        | 21        | 22        | 23        |
| 39        | 24        | 25        | 26        | 27        | 28        | 29        | 30        |

| Oktober | Oktober | Oktober | Oktober | Oktober | Oktober | Oktober | Oktober |
| Kw      | Mo      | Di      | Mi      | Do      | Fr      | Sa      | So      |
| ------- | ------- | ------- | ------- | ------- | ------- | ------- | ------- |
| 40      | 1       | 2       | 3       | 4       | 5       | 6       | 7       |
| 41      | 8       | 9       | 10      | 11      | 12      | 13      | 14      |
| 42      | 15      | 16      | 17      | 18      | 19      | 20      | 21      |
| 43      | 22      | 23      | 24      | 25      | 26      | 27      | 28      |
| 44      | 29      | 30      | 31      |         |         |         |         |

| November | November | November | November | November | November | November | November |
| Kw       | Mo       | Di       | Mi       | Do       | Fr       | Sa       | So       |
| -------- | -------- | -------- | -------- | -------- | -------- | -------- | -------- |
| 44       |          |          |          | 1        | 2        | 3        | 4        |
| 45       | 5        | 6        | 7        | 8        | 9        | 10       | 11       |
| 46       | 12       | 13       | 14       | 15       | 16       | 17       | 18       |
| 47       | 19       | 20       | 21       | 22       | 23       | 24       | 25       |
| 48       | 26       | 27       | 28       | 29       | 30       |          |          |

| Dezember | Dezember | Dezember | Dezember | Dezember | Dezember | Dezember | Dezember |
| Kw       | Mo       | Di       | Mi       | Do       | Fr       | Sa       | So       |
| -------- | -------- | -------- | -------- | -------- | -------- | -------- | -------- |
| 48       |          |          |          |          |          | 1        | 2        |
| 49       | 3        | 4        | 5        | 6        | 7        | 8        | 9        |
| 50       | 10       | 11       | 12       | 13       | 14       | 15       | 16       |
| 51       | 17       | 18       | 19       | 20       | 21       | 22       | 23       |
| 52       | 24       | 25       | 26       | 27       | 28       | 29       | 30       |
| 1        | 31       |          |          |          |          |          |          |

| Januar | Januar | Januar | Januar | Januar | Januar | Januar | Januar |
| Kw     | Mo     | Di     | Mi     | Do     | Fr     | Sa     | So     |
| ------ | ------ | ------ | ------ | ------ | ------ | ------ | ------ |
| 1      | 1      | 2      | 3      | 4      | 5      | 6      | 7      |
| 2      | 8      | 9      | 10     | 11     | 12     | 13     | 14     |
| 3      | 15     | 16     | 17     | 18     | 19     | 20     | 21     |
| 4      | 22     | 23     | 24     | 25     | 26     | 27     | 28     |
| 5      | 29     | 30     | 31     |        |        |        |        |

| Februar | Februar | Februar | Februar | Februar | Februar | Februar | Februar |
| Kw      | Mo      | Di      | Mi      | Do      | Fr      | Sa      | So      |
| ------- | ------- | ------- | ------- | ------- | ------- | ------- | ------- |
| 5       |         |         |         | 1       | 2       | 3       | 4       |
| 6       | 5       | 6       | 7       | 8       | 9       | 10      | 11      |
| 7       | 12      | 13      | 14      | 15      | 16      | 17      | 18      |
| 8       | 19      | 20      | 21      | 22      | 23      | 24      | 25      |
| 9       | 26      | 27      | 28      |         |         |         |         |

| März | März | März | März | März | März | März | März |
| Kw   | Mo   | Di   | Mi   | Do   | Fr   | Sa   | So   |
| ---- | ---- | ---- | ---- | ---- | ---- | ---- | ---- |
| 9    |      |      |      | 1    | 2    | 3    | 4    |
| 10   | 5    | 6    | 7    | 8    | 9    | 10   | 11   |
| 11   | 12   | 13   | 14   | 15   | 16   | 17   | 18   |
| 12   | 19   | 20   | 21   | 22   | 23   | 24   | 25   |
| 13   | 26   | 27   | 28   | 29   | 30   | 31   |      |

| April | April | April | April | April | April | April | April |
| Kw    | Mo    | Di    | Mi    | Do    | Fr    | Sa    | So    |
| ----- | ----- | ----- | ----- | ----- | ----- | ----- | ----- |
| 13    |       |       |       |       |       |       | 1     |
| 14    | 2     | 3     | 4     | 5     | 6     | 7     | 8     |
| 15    | 9     | 10    | 11    | 12    | 13    | 14    | 15    |
| 16    | 16    | 17    | 18    | 19    | 20    | 21    | 22    |
| 17    | 23    | 24    | 25    | 26    | 27    | 28    | 29    |
| 18    | 30    |       |       |       |       |       |       |

| Mai | Mai | Mai | Mai | Mai | Mai | Mai | Mai |
| Kw  | Mo  | Di  | Mi  | Do  | Fr  | Sa  | So  |
| --- | --- | --- | --- | --- | --- | --- | --- |
| 18  |     | 1   | 2   | 3   | 4   | 5   | 6   |
| 19  | 7   | 8   | 9   | 10  | 11  | 12  | 13  |
| 20  | 14  | 15  | 16  | 17  | 18  | 19  | 20  |
| 21  | 21  | 22  | 23  | 24  | 25  | 26  | 27  |
| 22  | 28  | 29  | 30  | 31  |     |     |     |

| Juni | Juni | Juni | Juni | Juni | Juni | Juni | Juni |
| Kw   | Mo   | Di   | Mi   | Do   | Fr   | Sa   | So   |
| ---- | ---- | ---- | ---- | ---- | ---- | ---- | ---- |
| 22   |      |      |      |      | 1    | 2    | 3    |
| 23   | 4    | 5    | 6    | 7    | 8    | 9    | 10   |
| 24   | 11   | 12   | 13   | 14   | 15   | 16   | 17   |
| 25   | 18   | 19   | 20   | 21   | 22   | 23   | 24   |
| 26   | 25   | 26   | 27   | 28   | 29   | 30   |      |

| Juli | Juli | Juli | Juli | Juli | Juli | Juli | Juli |
| Kw   | Mo   | Di   | Mi   | Do   | Fr   | Sa   | So   |
| ---- | ---- | ---- | ---- | ---- | ---- | ---- | ---- |
| 26   |      |      |      |      |      |      | 1    |
| 27   | 2    | 3    | 4    | 5    | 6    | 7    | 8    |
| 28   | 9    | 10   | 11   | 12   | 13   | 14   | 15   |
| 29   | 16   | 17   | 18   | 19   | 20   | 21   | 22   |
| 30   | 23   | 24   | 25   | 26   | 27   | 28   | 29   |
| 31   | 30   | 31   |      |      |      |      |      |

| August | August | August | August | August | August | August | August |
| Kw     | Mo     | Di     | Mi     | Do     | Fr     | Sa     | So     |
| ------ | ------ | ------ | ------ | ------ | ------ | ------ | ------ |
| 31     |        |        | 1      | 2      | 3      | 4      | 5      |
| 32     | 6      | 7      | 8      | 9      | 10     | 11     | 12     |
| 33     | 13     | 14     | 15     | 16     | 17     | 18     | 19     |
| 34     | 20     | 21     | 22     | 23     | 24     | 25     | 26     |
| 35     | 27     | 28     | 29     | 30     | 31     |        |        |

| September | September | September | September | September | September | September | September |
| Kw        | Mo        | Di        | Mi        | Do        | Fr        | Sa        | So        |
| --------- | --------- | --------- | --------- | --------- | --------- | --------- | --------- |
| 35        |           |           |           |           |           | 1         | 2         |
| 36        | 3         | 4         | 5         | 6         | 7         | 8         | 9         |
| 37        | 10        | 11        | 12        | 13        | 14        | 15        | 16        |
| 38        | 17        | 18        | 19        | 20        | 21        | 22        | 23        |
| 39        | 24        | 25        | 26        | 27        | 28        | 29        | 30        |

| Oktober | Oktober | Oktober | Oktober | Oktober | Oktober | Oktober | Oktober |
| Kw      | Mo      | Di      | Mi      | Do      | Fr      | Sa      | So      |
| ------- | ------- | ------- | ------- | ------- | ------- | ------- | ------- |
| 40      | 1       | 2       | 3       | 4       | 5       | 6       | 7       |
| 41      | 8       | 9       | 10      | 11      | 12      | 13      | 14      |
| 42      | 15      | 16      | 17      | 18      | 19      | 20      | 21      |
| 43      | 22      | 23      | 24      | 25      | 26      | 27      | 28      |
| 44      | 29      | 30      | 31      |         |         |         |         |

| November | November | November | November | November | November | November | November |
| Kw       | Mo       | Di       | Mi       | Do       | Fr       | Sa       | So       |
| -------- | -------- | -------- | -------- | -------- | -------- | -------- | -------- |
| 44       |          |          |          | 1        | 2        | 3        | 4        |
| 45       | 5        | 6        | 7        | 8        | 9        | 10       | 11       |
| 46       | 12       | 13       | 14       | 15       | 16       | 17       | 18       |
| 47       | 19       | 20       | 21       | 22       | 23       | 24       | 25       |
| 48       | 26       | 27       | 28       | 29       | 30       |          |          |

| Dezember | Dezember | Dezember | Dezember | Dezember | Dezember | Dezember | Dezember |
| Kw       | Mo       | Di       | Mi       | Do       | Fr       | Sa       | So       |
| -------- | -------- | -------- | -------- | -------- | -------- | -------- | -------- |
| 48       |          |          |          |          |          | 1        | 2        |
| 49       | 3        | 4        | 5        | 6        | 7        | 8        | 9        |
| 50       | 10       | 11       | 12       | 13       | 14       | 15       | 16       |
| 51       | 17       | 18       | 19       | 20       | 21       | 22       | 23       |
| 52       | 24       | 25       | 26       | 27       | 28       | 29       | 30       |
| 1        | 31       |          |          |          |          |          |          |

## Ereignisse

### Politik und Weltgeschehen

#### Italien
- 20. Mai: Cola di Rienzo erobert das Kapitol, vertreibt mit Hilfe des Volkes den in Rom verhassten Stadtadel und ruft die Republik nach altrömischem Vorbild aus. Seinen Machtanspruch begründet di Rienzo insbesondere auf eine von im Anfang des Jahres in einem Altar der Laterankirche gefundene Bronzetafel mit der Lex de imperio Vespasiani aus dem Jahr 69. Er erlässt Verordnungen und Gesetze zum Schutz der Bürgerschaft, sorgt für eine gewisse Rechtssicherheit und die Sanierung von Verwaltung und Finanzen. Tatsächlich folgt diesen Maßnahmen ein wirtschaftlicher Aufschwung, die Preise für Lebensmittel sinken. Di Rienzo findet auch prominente Bewunderer wie den Dichter und Notarskollegen Francesco Petrarca, der sich darüber sogar mit seinen Förderern, der römischen Adelsfamilie Colonna, überwirft.
- Di Rienzo fordert außerdem die Souveränität des römischen Volkes gegenüber Papst- und Kaisertum sowie die Einigung Italiens. Damit macht er sich sowohl bei Papst Clemens VI. als auch beim römisch-deutschen König (und zukünftigen Kaiser) Karl IV. verdächtig.
- 1. August: Cola di Rienzo lässt sich mit einer feierlichen Zeremonie in der Kirche San Giovanni in Laterano zum Ritter weihen. Fortan trägt er den selbst verliehenen Titel Kandidat des heiligen Geistes, Ritter Nicolaus der Gestrenge und Gnädige, Befreier der Stadt, Eiferer für Italien, Freund des Erdkreises, erhabener Tribun. Seine Prunksucht und theatralischen Selbstinszenierungen werden in Verbindung mit gleichzeitig verordneten Steuererhöhungen bald sogar den Römern zu viel.
- Die ursprünglich verfeindeten römischen Adelsfamilien verbünden sich gegen den Tribun, der sich nur noch im Triumphzug und in eine altrömische Toga gewandet durch die Stadt bewegt. Am 20. November attackieren fast 5.000 Adelsanhänger di Rienzo und seine Anhänger an der Porta San Lorenzo, werden jedoch zurückgeschlagen. Fast 100 Tote bleiben auf den Straßen zurück.
- 15. Dezember: Nachdem er vom Papst unter Kirchenbann gestellt worden ist, verlässt di Rienzo überstürzt Rom.

#### Hundertjähriger Krieg
- April: Einer Flotte von vitaillers gelingt es, auf dem Seeweg das belagerte Calais zu erreichen und mit Nahrungsmitteln zu versorgen. Im Mai sammelt König Philipp VI. von Frankreich ein Entsatzheer.

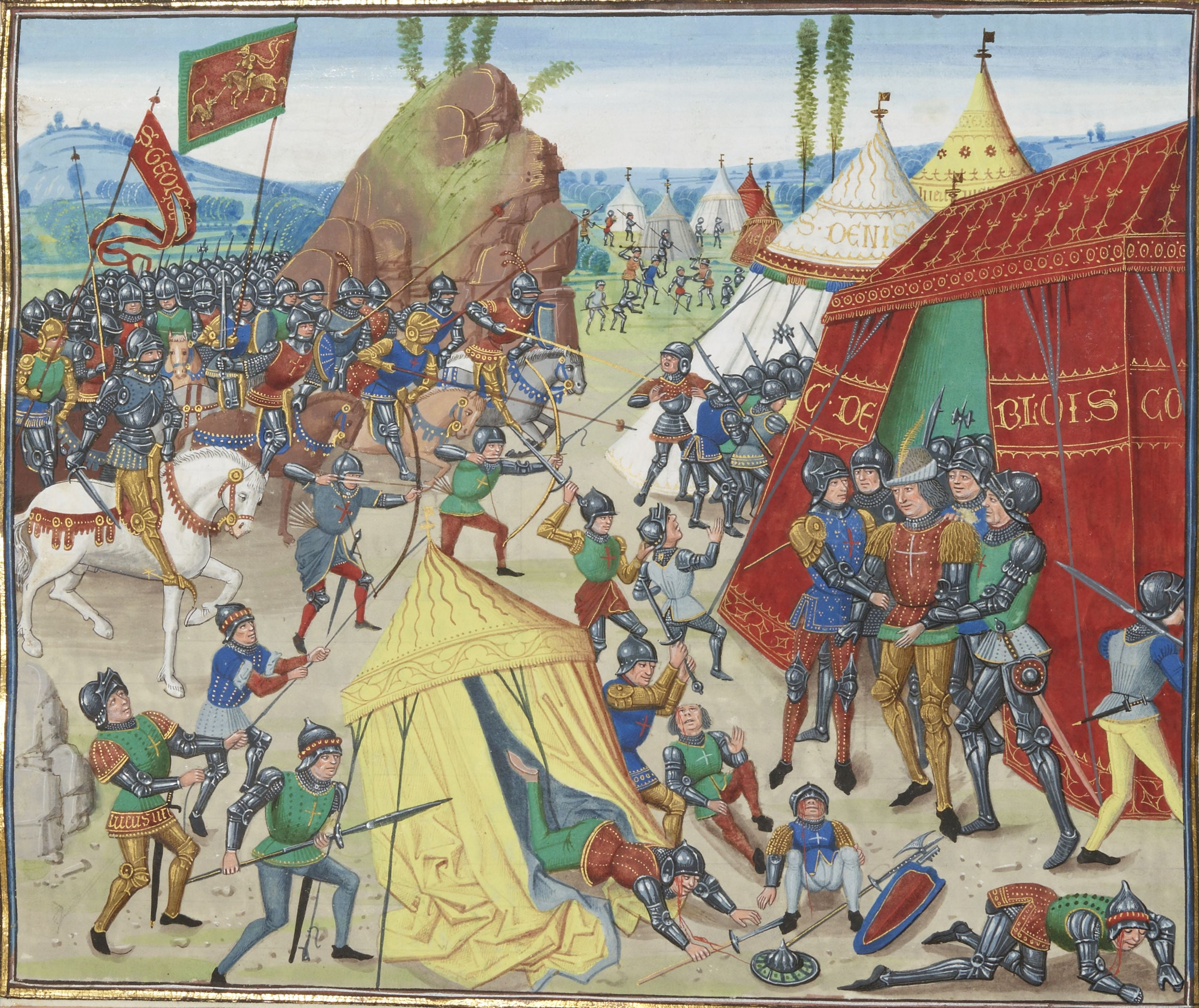
Karl von Blois wird in der Schlacht von La Roche-Derrien gefangen genommen (zeitgenössische Darstellung)

- 19./20. Juni: In der Schlacht von La Roche-Derrien bei La Roche-Derrien in der Bretagne während des Bretonischen Erbfolgekriegs, einem Teil des Hundertjährigen Krieges zwischen England und Frankreich, siegen englische Truppen unter Sir Thomas Dagworth über französische Truppen unter Herzog Karl von Blois, der in der Schlacht gefangen genommen und anschließend nach London verbracht wird.
- 27. Juli: Das Entsatzheer Philipps VI. erreicht Wissant, allerdings macht das sumpfige Gelände einen Angriff auf die verschanzten englischen Belagerer unmöglich, weshalb die Franzosen am 2. August unverrichteter Dinge wieder abziehen.

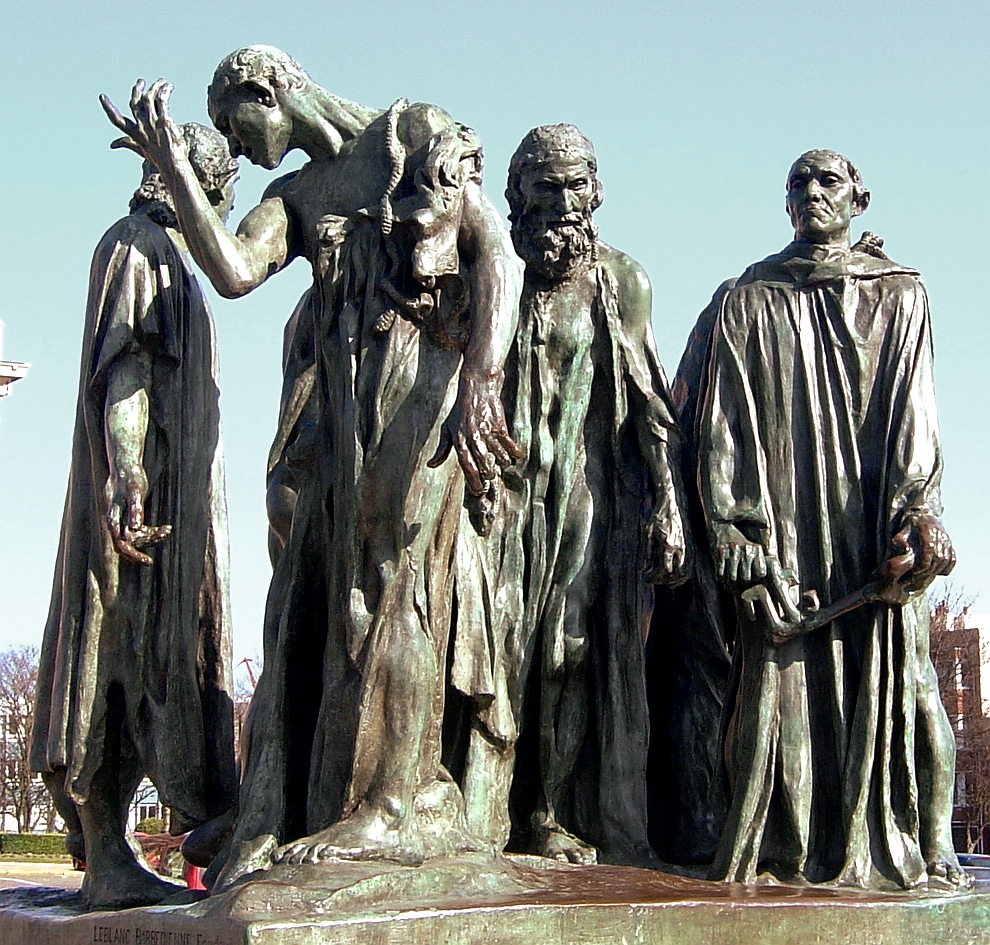
Auguste Rodin: Die Bürger von Calais, Place de l’Hôtel de Ville in Calais, 1895

- 4. August: Sechs Bürger von Calais kapitulieren nach knapp einjähriger Belagerung namens der Stadt in demütigender Weise vor dem englischen König Edward III. Dessen schwangere Gattin Philippa von Hennegau kann ihn dazu überreden, sie zu begnadigen und schenkt ihnen die Freiheit. Anschließend hält Edward seinen Einzug in Calais mit der Härte eines Eroberers. Den Kommandanten und die Ritter behält er in Gefangenschaft zurück, und alle Einwohner von Calais müssen die Stadt verlassen, in der sich daraufhin im Lauf der Zeit englische Handwerker und Kaufleute ansiedeln.

#### Heiliges Römisches Reich
- 6. bis 20. April: In der Grenzauer Fehde, einer kriegerischen Auseinandersetzung zwischen den Truppen der kurtrierischen Stadt Koblenz und den Herren Philipp von Isenburg und Reinhard von Westerburg bei Grenzau, wird das Koblenzer Aufgebot vernichtend geschlagen.
- 11. Oktober: Nach dem Tode Ludwigs des Bayern im Oktober ist Karl IV. definitiv deutscher König, zunächst ohne Gegenkönig.
- Engelbert III. wird Graf von der Mark.
- Die Herrschaft Hochhaus wird an die Grafen von Oettingen-Oettingen verkauft und in die Grafschaft Oettingen eingegliedert.

#### Byzantinisches Reich

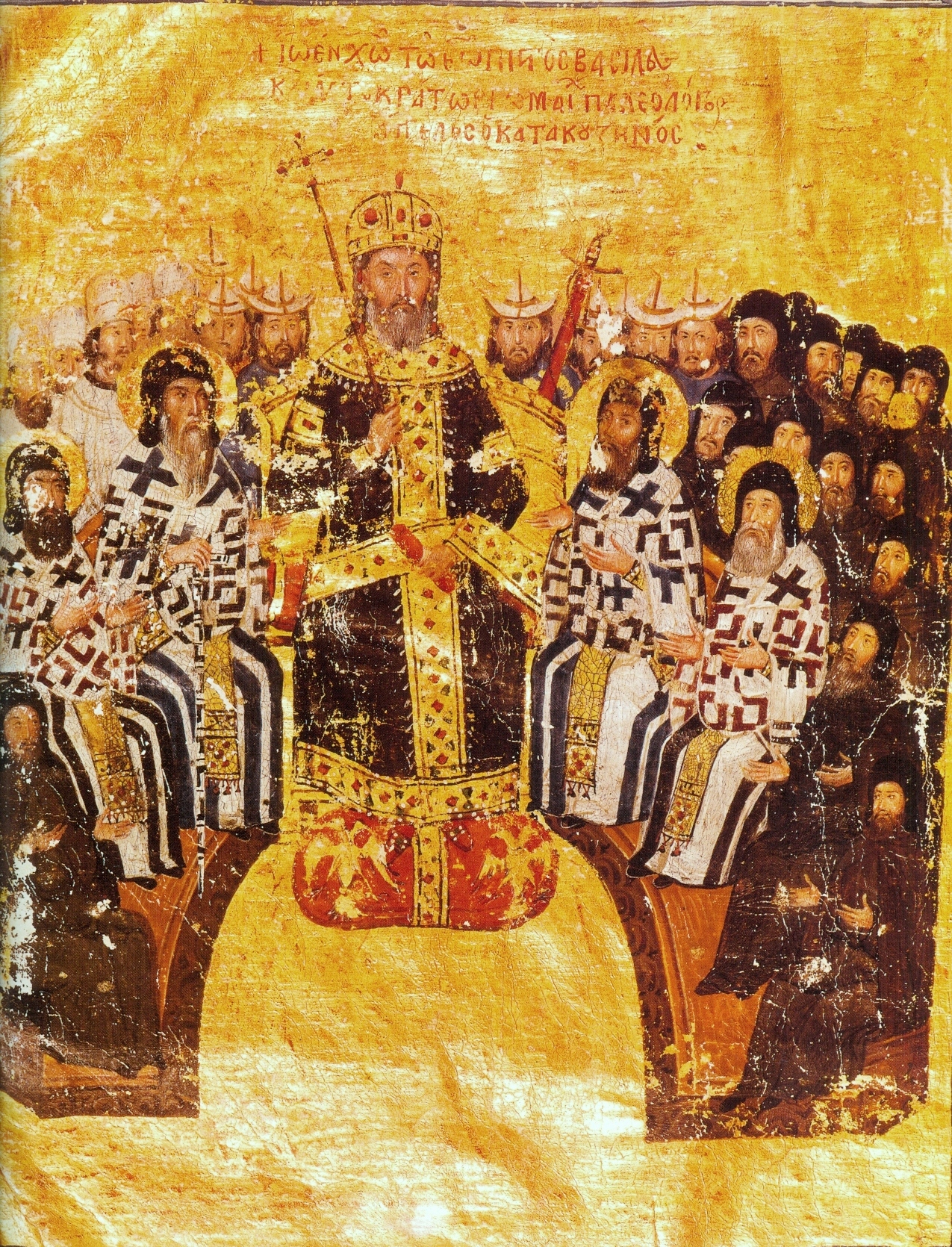
Johannes VI. Kantakuzenos

- 3. Februar: Mit dem Einmarsch von Johannes VI. in Konstantinopel endet nach sechs Jahren der Byzantinische Bürgerkrieg. Eine Übereinkunft sichert ihm die Stellung als Regent und regierender Kaiser für zehn Jahre zu, bis sein Sohn Johannes V. volljährig und sein Mitkaiser wird. Das Reich ist von dem sechsjährigen Kampf allerdings entscheidend geschwächt.

#### Nordafrika
- Die berberischen Meriniden unter Abu l-Hasan unternehmen den Versuch der Einigung des Maghreb und erobern von Westen her das Reich der Hafsiden im heutigen Tunesien.

#### Urkundliche Ersterwähnungen
- Erste urkundliche Erwähnung von Oberachern, Montmollin, Sasbachwalden, Stocksee und Steilshoop.

### Wissenschaft und Technik
- 26. Januar: Papst Clemens VI. erteilt durch eine Päpstliche Bulle das Privileg zur Gründung einer Universität in Prag.
- 24. Dezember: König Edward III. gewährt die Gründung von Pembroke College an der University of Cambridge.

### Katastrophen
- Der Schwarze Tod bricht aus, die erste Pestepidemie in Europa seit der Justinianischen Pest 800 Jahre zuvor. Ursprünglich aus China (1331), gelangt sie im Oktober mit dem Handel nach Messina auf Sizilien und bewegt sich dann via Marseille über ganz Frankreich und Europa bis nach Island und Grönland hinauf. Über den Brennerpass schafft sie es erst binnen zwei Jahren. Prag bleibt von dieser ersten Pestwelle ganz verschont. Die Epidemie hält bis 1353 an.
- In Frankreich bricht durch einen giftigen Getreidepilz, der das Antoniusfeuer bewirkt, eine Hungersnot aus.

## Geboren

### Geburtsdatum gesichert
- 6. Februar: Dorothea von Montau, deutsche katholische Heilige († 1394)
- 25. März: Katharina von Siena, italienische Mystikerin und Kirchenlehrerin († 1380)
- 27. März: Ruprecht I., Herzog von Liegnitz († 1409)
- 28. Juli: Margarethe von Durazzo, Königin von Ungarn und Neapel († 1412)
- 29. August: John Hastings, englischer Adeliger und Kommandant († 1375)
- 22. Dezember: Ha Ryun, koreanischer neokonfuzianischer Philosoph, Politiker und Denker († 1416)

### Genaues Geburtsdatum unbekannt
- Joan FitzAlan, englische Adelige, Countess of Hereford and Essex († 1419)

## Gestorben

### Todesdatum gesichert
- 18. Januar: Ulrich Denklinger, Abt des Klosters St. Mang in Füssen (* um 1300)
- 15. Februar: Thomas Bek, Bischof von Lincoln (* 1283)
- 9. April: Wilhelm von Ockham, englischer Philosoph und Theologe (* um 1285)
- 29. April: Maria von Navarra, Königin von Aragon (* um 1326)
- 30. Mai: John Darcy, 1. Baron Darcy de Knayth, englischer Adliger, Politiker, Militär und Beamter (* vor 1284)
- 28./30. Juni: John de Warenne, englischer Magnat (* 1286)
- 7. Juli: Dietrich VII./IX., Graf von Kleve (* um 1291)
- 29. Juli: Ludwig Schenk von Neindorf, Bischof von Brandenburg
- 29./30. Juli: Hugh Hastings, englischer Ritter (* um 1310)
- 10./15. August: Johanna III. Pfalzgräfin von Burgund und Gräfin von Artois (* 1308)
- 3. September: Engelbert von Dolen, Bischof von Dorpat
- 14. September: Konrad II. von Schlüsselberg, letzter Vertreter des Hauses Schlüsselberg (* um 1273)
- 11. Oktober: Ludwig der Bayer, Kaiser des Heiligen Römischen Reiches und Herzog von Bayern (* 1282)
- 14. Oktober: Peter I. von Rosenberg, Landeshauptmann in Böhmen (* 1291)
- 10. November: Hugh de Audley, englischer Adeliger, Höfling und Militär (* um 1291)
- 28. November: Heinrich I. von Bülow, Bischof von Schwerin
- 31. Dezember: Otto I., Graf von Rietberg

### Genaues Todesdatum unbekannt
- vor dem 23. März: Hartmann II., Abt des Klosters Schlüchtern
- Ende September: Taddeo Pepoli, Bankier und Politiker Bolognas (* um 1290)
- Abner von Burgos, spanischer Arzt und Philosoph (* 1270)
- Adolf II. von der Mark, Graf von Mark und Kleve
- Georg I., Graf von Veldenz
- Johann von Viktring, Geschichtsschreiber und Abt des Zisterzienserklosters Stift Viktring (* um 1270)
- Konrad I., Graf von Oldenburg
- Loe Thai, König des Königreiches Sukhothai
- Al-Muzaffar Haddschi I., Sultan der Mamluken (* 1332)
- Schweiker I. Tuschl von Söldenau, Ritter und herzoglicher Forstmeister im Neuburger Wald
- Pir Umar Halveti, islamischer Mystiker und Gründer der Halveti-Tariqa Ordens